# Fuerza Aérea Boliviana
La Fuerza Aérea Boliviana (FAB) es la rama aérea de las Fuerzas Armadas de Bolivia. Se estima que cuenta con un total aproximado de 8 000 efectivos .

## Historia
La Historia de la Fuerza Aérea Boliviana, FAB, inicia con su creación como tal el 26 de septiembre de 1957 año en que pasaba a ser una estructura independiente del ejército. El cuerpo aéreo como tal ya existía desde 1916, año en el que empezaron a mandar misiones de aprendizaje de pilotos a otros países, con la fundación de una escuela de aviación en La Paz con el objetivo de contar con personal con la capacidad de iniciar la Fuerza Aérea Boliviana.

### Década de 1910

#### Primeros intentos de volar (1913-1919)
A lo largo de toda la década de 1910 hubo en Bolivia muchos prestigiosos aviadores extranjeros de diferentes nacionalidades provenientes de Francia, Italia, Dinamarca, Argentina y Chile que intentaron varias veces levantar el primer vuelo en territorio boliviano, pero sin éxito alguno. Si bien en otros países vecinos de la región ya se había comenzado a implementar y utilizar ampliamente la aviación como es el caso de Brasil donde dicho país realizó su primer vuelo en 1908, México, Chile y Uruguay que lo hicieron en 1910, Perú en 1911, Guatemala, Colombia, El Salvador, Venezuela, Panamá, y Argentina en 1912 o Paraguay en 1914, lamentablemente en Bolivia se frustraron muchos intentos de volar, esto debido principalmente a la gran altitud en la que se encuentra la ciudad de La Paz (más de 3 600 metros sobre el nivel del mar). Cabe recordar que debido a la topografía de la ciudad paceña, la pista de despegue y aterrizaje se encontraba en ese entonces en la todavía altiplanicie rural de El Alto (ubicada a más de 4 000 m s. n. m.), lo que causaba que los motores de los primeros aviones de esa época carecieran de la suficiente potencia para levantar un vuelo en condiciones de gran altitud. 

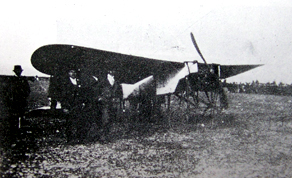
Monoplano "Alexandrina" perteneciente a los hermanos italianos Miguel y Napoleón Rapini que intentaron volar en Bolivia sin éxito el 13 de abril de 1913

Uno de los primeros intentos de ese entonces que quedaron registrados en la historia de la aviación boliviana fue la de los hermanos italianos Miguel y Napoleón Rapini, quienes lograron fabricar con métodos caseros su propio avión monoplano al que pusieron el nombre de "Alexandrina", el cual, era una copia del modelo de avión francés Blériot XI y al que le implementaron un motor que poseía una potencia de 50 HP. Este aeronave intentó volar el 13 de abril de 1913, pero sin éxito alguno, pues su motor no tuvo la suficiente potencia para elevar la nave en la altura de La Paz.

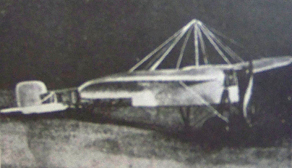
Fotografía del avión "Punta de Arenas" perteneciente al piloto chileno Luis Omar Page que tampoco pudo levantar vuelo en Bolivia

En 1914, el piloto chileno Luis Omar Page llegó a Bolivia trayendo su avión monoplano "Bleriot E-26" al cual lo había bautizado con el nombre de "Punta de Arenas" con el objetivo de intentar levantar vuelo en la ciudad de Oruro. El aparato carreteó unos metros en tierra pero dada la poca potencia de su motor no pudo elevarse. Al año siguiente, en 1915 otros dos pilotos de nombre Manuel Vergara y Guillermo Tapia, ambos de nacionalidad chilena que iban recorriendo diferentes países de la región demostrando espectáculos aéreos y acrobáticos al público, llegaron también a Bolivia con sus aviones monoplanos de marca "Bleriot" denominados "Valparaíso" y "Tucapel", pero dichos aparatos tampoco pudieron levantar vuelo en territorio boliviano.
Todos estos intentos fallidos de aeronaves particulares lograron que a partir del año 1916, el estado boliviano comenzara a intervenir e interesarse en la aviación. El presidente boliviano de ese entonces Ismael Montes Gamboa instruyó fundar un cuerpo de aviación y envió a tres oficiales bolivianos a Argentina (El Palomar) y a otros tres oficiales a Chile para que puedan recibir capacitación de vuelo. El primer nombre que adoptó éste cuerpo fue el de "Cuerpo de Aviadores Militares Bolivianos". Entre esos jóvenes oficiales se encontraba el subteniente Bernardino Bilbao Rioja quien casi veinte años después se convertiría en una de las principales figuras militares bolivianas destacadas en la Guerra del Chaco (1932-1935).    

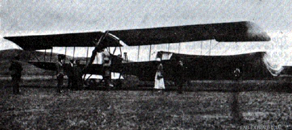
Fotografía del primer avión boliviano Biplano Cóndor fabricado íntegramente solo en territorio boliviano pero que tampoco pudo levantar vuelo

En 1917 el aviador Andrés Tomsich junto al piloto danés Albert Jarfelt, el argentino Antonio Chuimiento y el boliviano Horacio Vásquez lograron fabricar en Bolivia un avión tipo "Bleriot" denominado Biplano Cóndor con un motor "Argus" de una potencia 180 HP. Si bien dicha aeronave no pudo levantar vuelo,  sin embargo pudo lograr ingresar a la historia aeronáutica por ser la primera aeronave fabricada íntegramente en territorio boliviano.

### Década de 1920

#### Primer vuelo en Bolivia (1920)

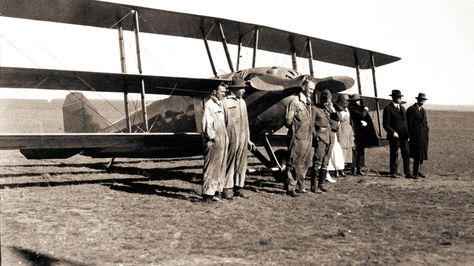
Fotografía del piloto estadounidense Donald Hudson quien el 17 de abril de 1920 se convirtió en el primer hombre en lograr volar los cielos de Bolivia con el caza triplano Curtiss 18T "Wasp"

El primer vuelo en Bolivia de manera oficial se llevaría a cabo el 17 de abril de 1920 en lo que hoy actualmente es la ciudad de El Alto. El capitán aviador estadounidense Donald Hudson y veterano de la Primera Guerra Mundial (1914-1918), se convirtió en el primer hombre en volar los cielos de La Paz durante 10 minutos seguidos en un avión triplano Curtiss 18 (apodado en forma no oficial como Wasp) de fabricación norteamericana. Días después, Hudson se convertiría también en el primer hombre en volar sobre el Lago Titicaca, el primer hombre en volar sobre el imponente nevado del Illimani y el primer hombre en volar desde la ciudad de La Paz hasta la ciudad de Oruro. A su retorno a la pista aérea de El Alto desde la capital orureña, su avión sufrió desperfectos en el aire por lo que la aeronave tuvo que aterrizar de emergencia en las serranías de Sica Sica donde quedó completamente inutilizada, aunque cabe mencionar que el piloto estadounidense logró salir ileso del accidente.

#### Primer vuelo de un boliviano (1921)
Así mismo, en noviembre de 1921 el aviador orureño Juan Mendoza y Nernuldes se convirtió en el "primer piloto boliviano" en volar los cielos bolivianos en su avión Fiat R.2 al cual le puso el nombre de "Cobija" en homenaje al antiguo puerto marítimo boliviano que se había perdido con Chile durante la Guerra del Pacífico en 1879. Mendoza fue también el primer hombre en volar en la ciudad de Oruro y la ciudad de Cochabamba.   

#### Primera catástrofe aérea en Bolivia (1921)
El 31 de enero de 1921, el mayor empresario minero boliviano Simón Iturri Patiño el Rey del Estaño quien durante esa época era dueño de uno de los más grandes yacimientos mineros de este mineral en América y entusiasmado por los primeros vuelos, decidió de manera particular aportar al desarrollo de la aviación en el país, regalando a Bolivia dos aviones Bleriot; uno de ellos en el modelo de entrenador Blériot-SPAD S.34 y el otro en el modelo de biplano de combate biplaza SPAD S.XX ; así mismo, Patiño también decidió contratar los servicios del famoso aviador francés y veterano de la Primera Guerra Mundial Maurice Bourdon para que pueda volar sobre los cielos de La Paz con dichas aeronaves.

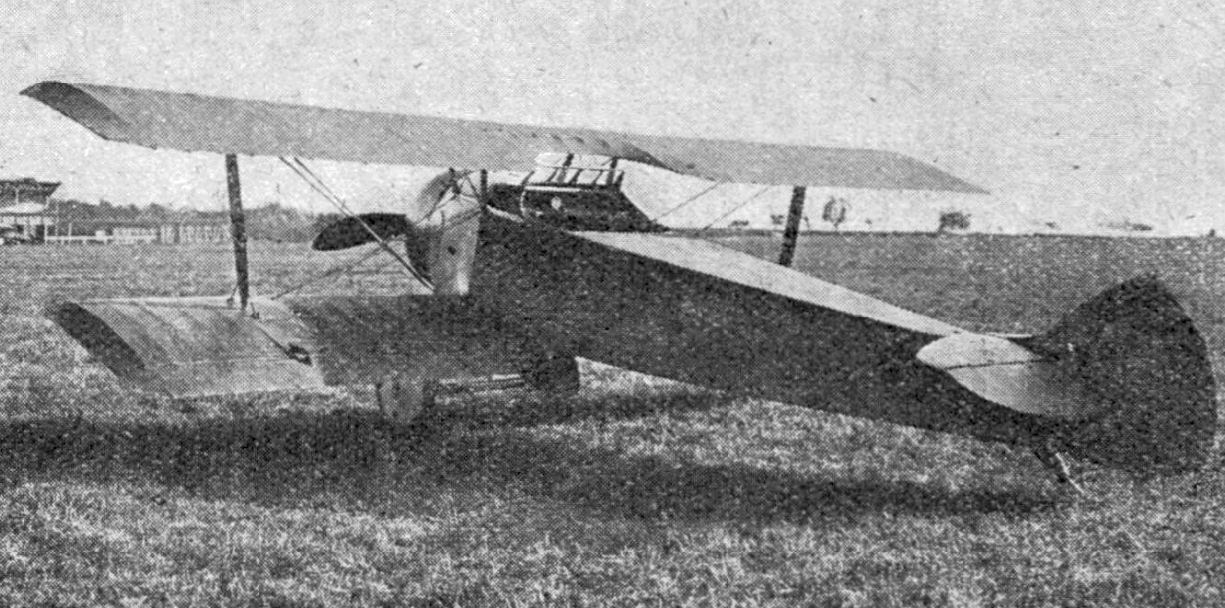
El empresario boliviano minero Simón Iturri Patiño donó a Bolivia en 1921 dos aviones de la firma Bleriot SPAD S.XX y Blériot-SPAD S.34; uno de ellos se accidentó y es considerado como la primera catástrofe aérea en la historia aeronáutica de Bolivia

Sin embargo el 3 de abril de 1921 el avión SPAD S.XX tuvo fallas en el aire lo que ocasionó que descienda e impacte trágicamente en tierra donde lamentablemente fallecieron el piloto, el copiloto y nueve personas más del público que en ese momento se encontraban presentes en el lugar (El Alto) para observar las acrobacias del francés. Esta tragedia es considerada en Bolivia como la primera catástrofe aérea del país.         
El año 1922 la potosina Amalia Villa de la Tapia se convertiría en la "primera mujer piloto boliviana" después de haberse graduado como aviadora de la escuela de aviación en Perú. Así mismo, el potosino Bernardino Bilbao Rioja se convirtió en el "primer piloto militar boliviano" después de haber estudiado en la escuela de aviación de Chile.

#### Escuela Militar de Aviación (1923)
Dos meses después del primer vuelo en Bolivia realizado por el capitán estadounidense Donald Hudson, el gobierno boliviano decide mediante Decreto Supremo del 23 de junio de 1920 crear una escuela de aviación con instructores bolivianos que se habían graduado en Argentina y Chile. Pero cabe mencionar que con el prematuro accidente del caza triplano Curtiss 18T ocurrido en 1921, dicha institución ingresó en un receso por un par de años más. 

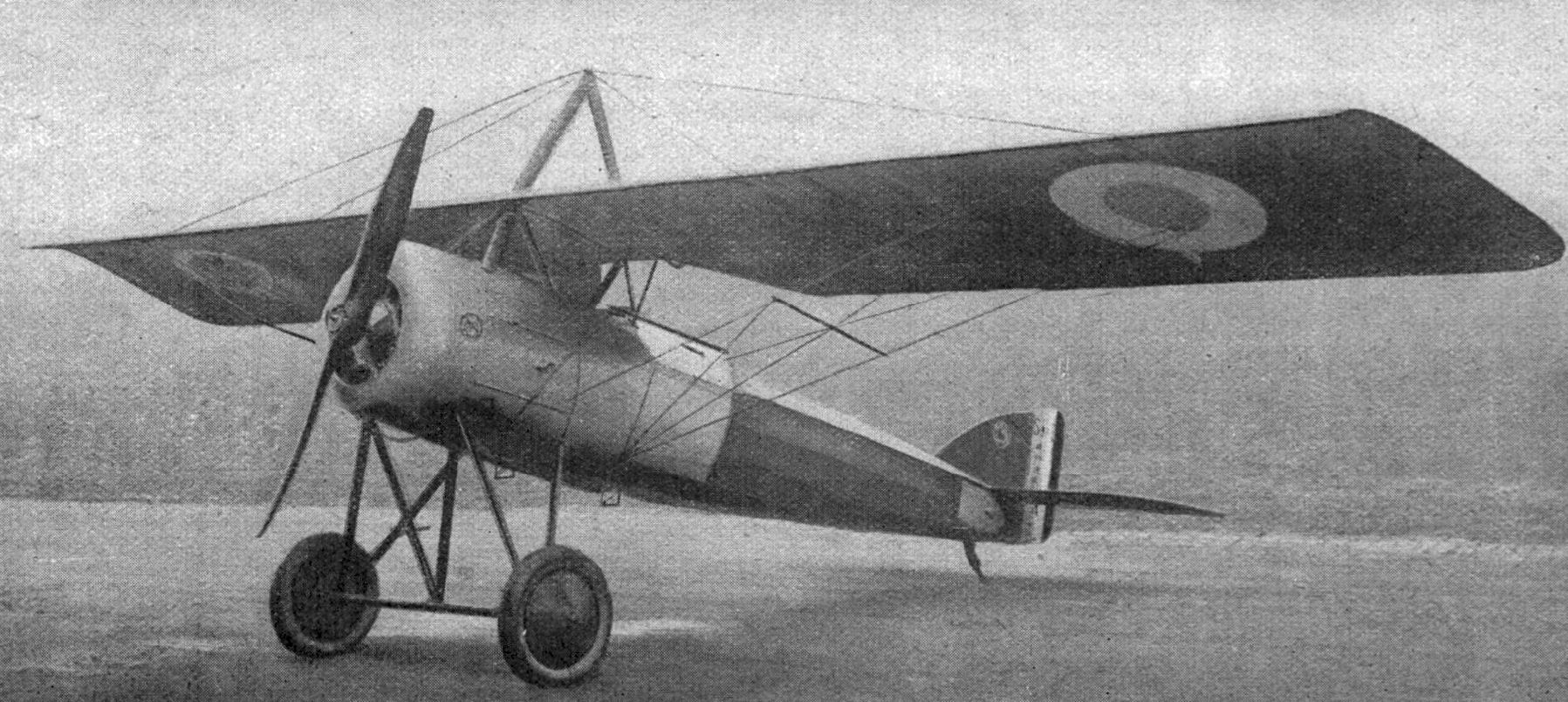
Las primeras aeronaves que Bolivia adquirió para su fuerza aérea en 1923, fueron siete aviones Morane-Saulnier en los modelos MS.35 y Tipo G (Rolier) de fabricación francesa

Finalmente durante el gobierno del presidente Bautista Saavedra Mallea se decide mediante decreto supremo la fundación de la "Escuela Militar de Aviación" el 12 de octubre de 1923 y la cual estaría ubicada en El Alto de La Paz. En la actualidad, la Fuerza Aérea Boliviana estableció dicha fecha como su fundación oficial, siendo conmemorada y recordada cada año en los aniversarios.  
Para comenzar con el funcionamiento de la institución aérea, el gobierno boliviano de aquella época logró comprar en 1923 siete aviones de la firma Aéroplanes Morane-Saulnier de los cuales cuatro de ellos eran del modelo Morane-Saulnier MS.35R y los restantes, tres Morane-Saulnier G "Pingüino" para entrenamiento de pista, mando en tierra, carreteo y parqueo

#### Potenciamiento de la FAB (1924-1929)
Sería a partir del año 1924 cuando la aviación boliviana comenzaría a potenciarse seriamente adquiriendo varias aeronaves modernas de la época. Ese mismo año el gobierno de Bautista Saavedra decidió comprar doce aviones de fabricación francesa los cuales eran siete biplanos de bombardeo ligero y reconocimiento Breguet 19-A2 así como también cinco biplanos de entrenamiento Caudron C.97.   
Al año siguiente en 1925, Bolivia adquirió también dos aviones de bombardeo de Havilland DH.9 de fabricación británica y otros cinco aviones de ataque táctico Fokker C.Vb . 

#### Lloyd Aéreo Boliviano (1925)

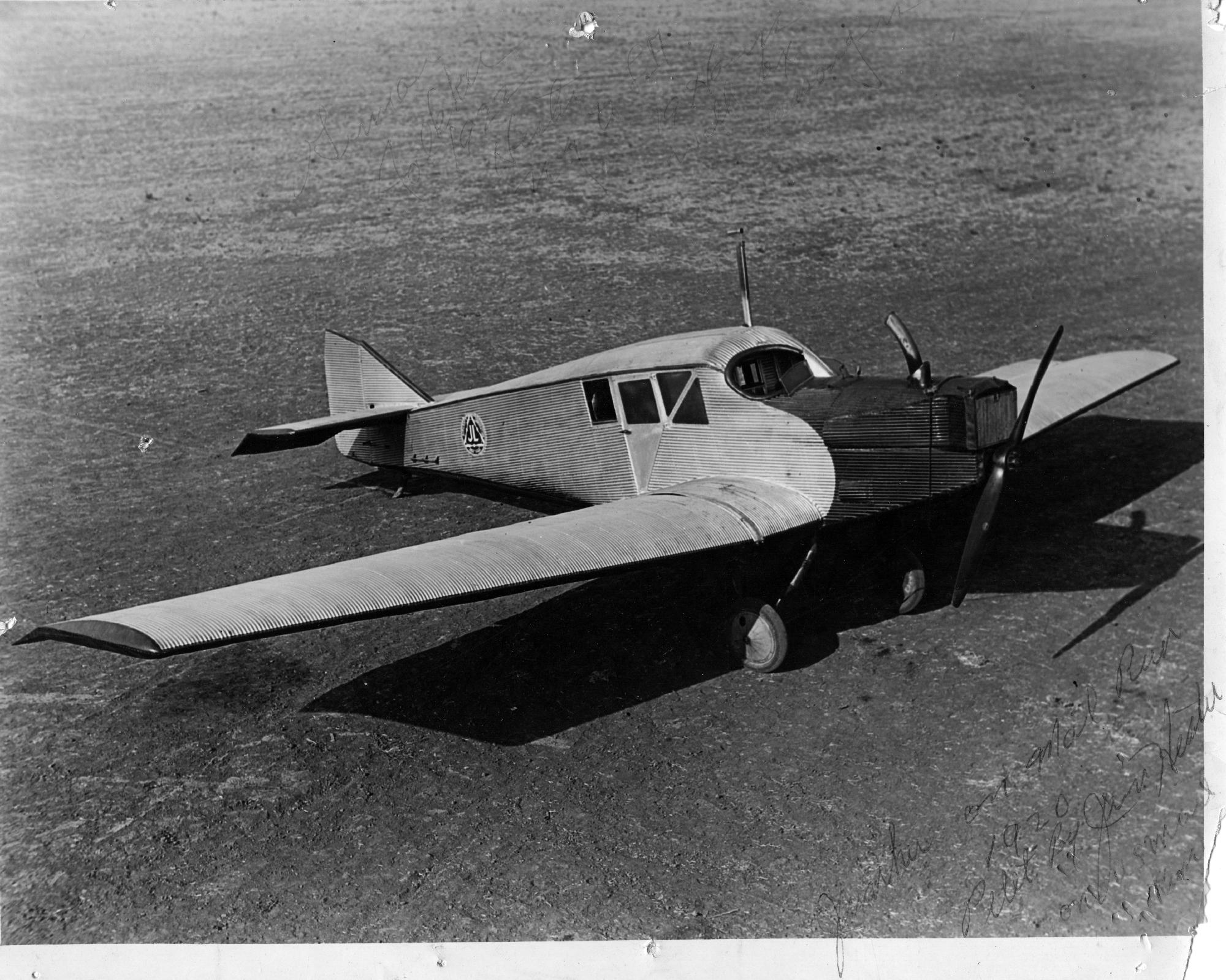
En 1925, la comunidad germana en Bolivia logró importar desde Alemania dos monoplanos Junkers F 13, dando inicio de esa manera a la aviación civil de transporte de pasajeros

En conmemoración por el Centenario de la Independencia de Bolivia (1825-1925), la comunidad inmigrante alemana que vivía en el país durante esa época, decidió donar al gobierno boliviano dos aviones Junkers F 13 de fabricación alemana. Este donación marcaría el comienzo del transporte aéreo de pasajeros en Bolivia, creándose a la vez la primera aerolínea boliviana denominada "Lloyd Aéreo Boliviano" (LAB) durante ese mismo año. En total unas siete aeronaves Junkers F 13 entrarían en servicio en la aviación civil comercial, concurriendo también a participar en la Guerra del Chaco.
Ya a finales de la década de 1920 y debido al conflicto del fortín Vanguardia con el Paraguay, el presidente Hernando Siles Reyes decidió en 1929 equipar militarmente aún más al Ejército de Bolivia y a la fuerza aérea, adquiriendo en el Reino Unido seis aviones de cooperación con el ejército Vickers Tipo 149 Vespa III y tres de entrenamiento Vickers Vendace , de los cuales, alguno de ellos fueron de gran utilidad unos tres años después en el conflicto chaqueño. Así también se reforzó el transporte de pasajeros comprando tres monoplanos de transporte Junkers W 34 que contaban con una cierta capacidad de bombardeo.

### Década de 1930
Bolivia comienza la década de 1930 adquiriendo más aeronaves procedentes de Alemania, entre ellos tres aviones de entrenamiento Junkers A50 comprados en el año 1930 y un transporte comercial Ford Model 5-AT-B Trimotor que llegó a Bolivia en marzo de 1932, meses antes del conflicto bélico.

#### Guerra del Chaco(1932-1935)
En junio de 1932, Bolivia y Paraguay se enfrentaron en un terrible conflicto bélico por la disputa del territorio de El Chaco que duraría tres años continuos hasta junio de 1935. En ese sentido y ya en plena guerra, el presidente boliviano de aquel entonces Daniel Salamanca Urey decide equipar a la fuerza aérea comprando de Estados Unidos ocho cazas Curtiss P-6S Hawk entre diciembre de 1932 y enero de 1933, otros 20 aviones de bombardeo Curtiss-Wright CW-C-14R/C-14B-9 Bolivian Osprey en 1933 así como también seis aviones de observación y ataque Curtiss Falcon; a su vez se compraron tres biplazas Curtiss-Wright CW-16 para entrenamiento de pilotos.

### Década de 2000

#### Aviones Beechcraft T-34 (2000-2004)
A mediados del año 1999, la Fuerza Aérea Uruguaya (FAU) se encontraba renovando sus aeronaves y decidió vender a Bolivia sus antiguos aviones Beechcraft T-34 "Mentor" de fabricación estadounidense que había adquirido ya en 1977. Es así que Bolivia compró 12 aeronaves uruguayas de este tipo (a precio de donación) para entrenamiento básico de los pilotos bolivianos. Pero cabe mencionar que la adquisición de estos aparatos venía condicionada también a la compra de un lote de repuestos a un precio total de USD 1 371 977 dólares, resultando de esa manera en un aceptable costo unitario, pues Bolivia pagó solamente apenas un aproximado de USD 114 000 dólares en promedio por cada aeronave adquirida al Uruguay.

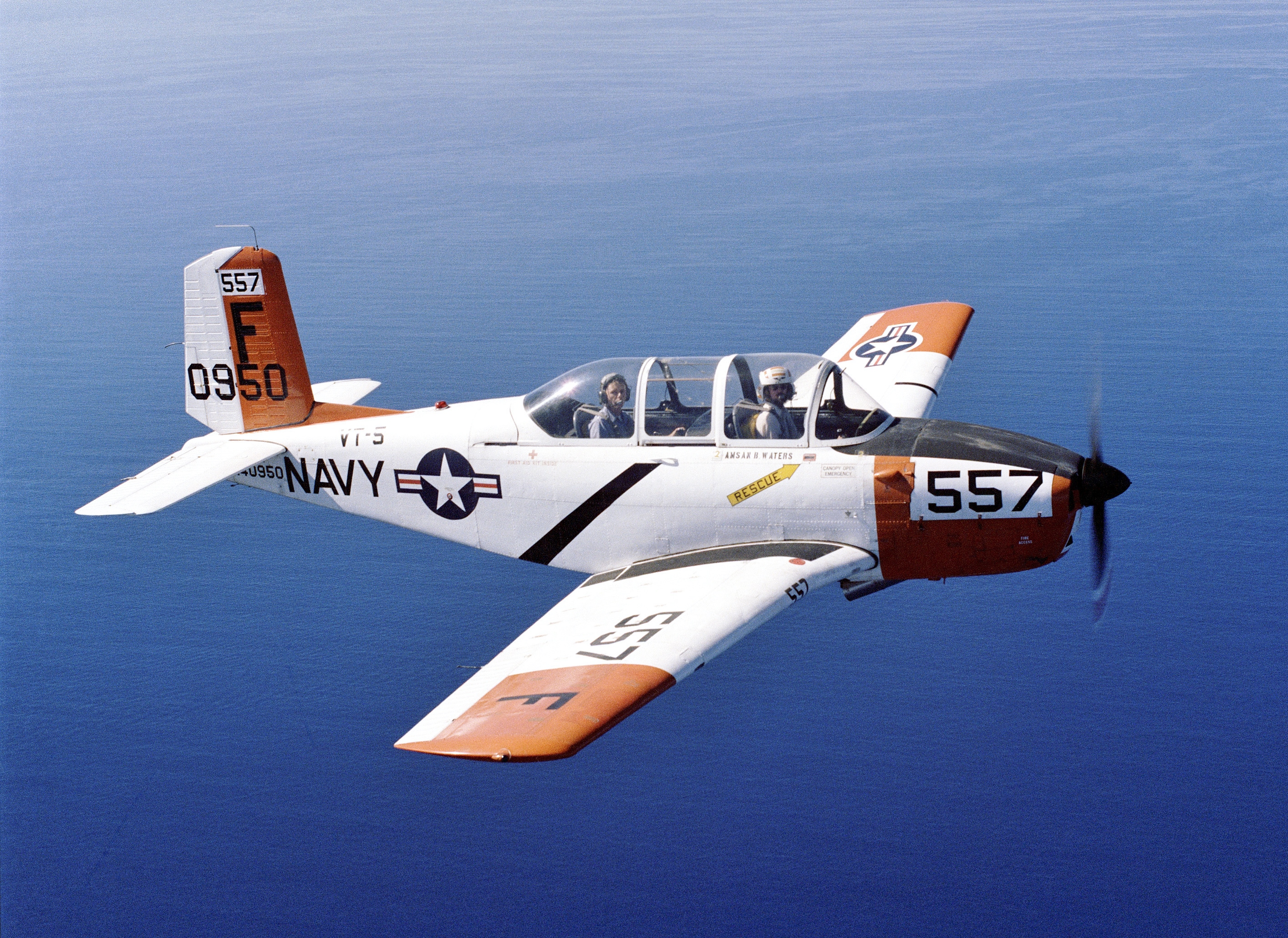
En el año 2000, Uruguay donó a Bolivia unos 12 aviones de entrenamiento militar primario Beechcraft T-34 "Mentor" de fabricación estadounidense. En 2004, Venezuela también regaló a Bolivia otras 11 aeronaves T-34. En total, la FAB tuvo 23 aparatos de esta clase que estuvieron volando durante 12 años cuando fueron finalmente retirados del servicio en 2012.

El primer lote estuvo conformado por 4 aviones (FAB-901, FAB-902, FAB-903 y el FAB-904) que llegaron por primera vez a la ciudad de Santa Cruz de la Sierra un 16 de julio de 2000. El segundo lote estaba compuesto por otros 3 aviones (FAB-905, FAB-906 y el FAB-907) que llegaron al mes siguiente en agosto de 2000. En cambio, el lote de repuestos y el resto de las aeronaves remanentes (que fueron desmanteladas) llegarían al país en vuelos posteriores, transportadas en aviones C-130 "Hercules" pertenecientes a Transportes Aéreos Bolivianos (TAB).
Tiempo después, el 31 de mayo de 2004, Venezuela decidió también regalar a Bolivia sus antiguos aviones de entrenamiento T-34 "Mentor" que había adquirido ya en 1966. Un avión boliviano C-130 Hércules del TAB fue el encargado de traer los aviones desde Venezuela, entre ellos el FAB-920, FAB-921, FAB-922, FAB-923, FAB-924, FAB-925, FAB-926, FAB-927, FAB-928, FAB-929 y el FAB-930, transportándose tres aeronaves en cada vuelo. En total, Bolivia adquirió hasta 23 aviones T-34 que volaron en la FAB durante 12 años hasta su retirada final del servicio operativo en 2012. Aunque cabe mencionar que todavía una aeronave (FAB-920) aún sigue volando pero ya solamente para desfiles y conmemoraciones de aniversarios.

#### Aviones Neiva T-25 (2005)

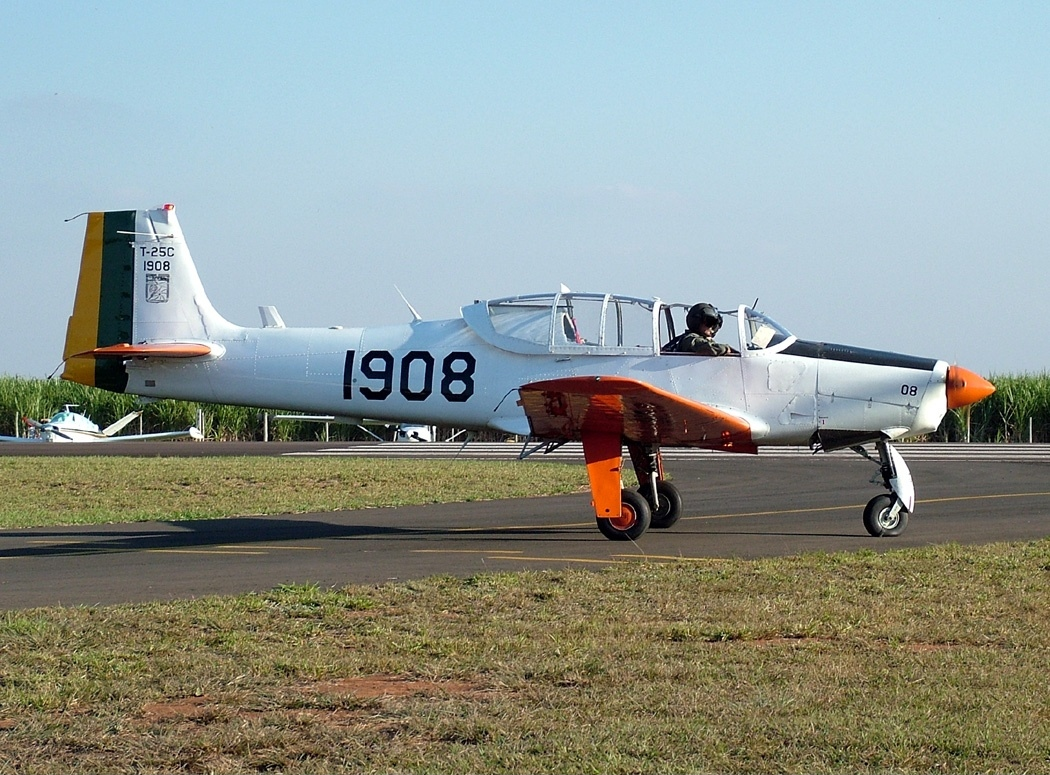
El 10 de noviembre de 2005, Brasil regaló a Bolivia unos 6 aviones de entrenamiento Neiva T-25 "Universal" de fabricación brasileña. Estas aeronaves volarían en la FAB durante 13 años cuando finalmente fueron retirados en 2018.

En abril de 2004, Brasil decidió regalar a Bolivia sus antiguos aviones de entrenamiento Neiva T-25 "Universal" que los había empezado a volar desde 1970. En total, unas 6 aeronaves donadas (FAB-501, FAB-502, FAB-503, FAB-504, FAB-505 y el FAB-506) llegaron al país un 10 de noviembre de 2005, volando desde territorio brasileño.

#### Helicópteros Eurocopter AS-532 Cougar (2006)
El 28 de mayo de 2006, el presidente venezolano Hugo Chávez, decidió regalar 2 Helicópteros Cougar (de fabricación francesa) a Bolivia para equipar y fortalecer el transporte presidencial boliviano, pues cabe recordar que el 1 de marzo de 2006, el antiguo helicóptero en el que se transportaba el presidente Evo Morales Ayma había sufrido un grave desperfecto al momento de aterrizar en Cochabamba de un vuelo realizado desde Orinoca, esto debido a la antigüedad del helicóptero boliviano.

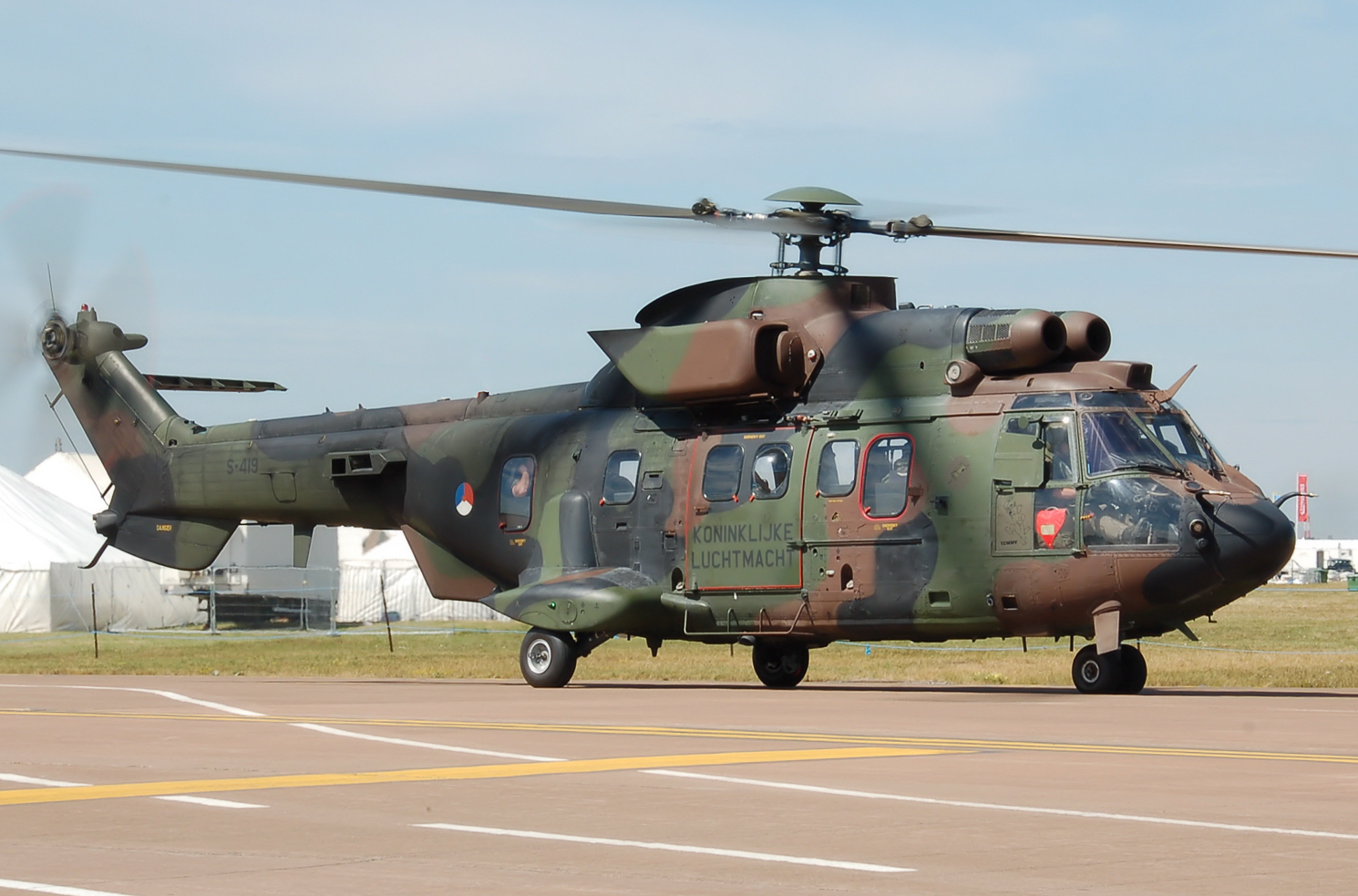
En mayo del año 2006, Venezuela regaló a Bolivia unos 2 Helicópteros AS532 Cougar para renovar y fortalecer el transporte presidencial boliviano.

Los helicópteros venezolanos llegaron a la ciudad de La Paz el 7 de junio de 2006. Pero cabe mencionar, que no había pasado mucho tiempo, cuando uno de los helicópteros "Cougar" se estrelló el 20 de julio de 2008 en la localidad de Colomi cuando intentaba realizar un viaje desde Cochabamba hasta la ciudad de Cobija. En el fatal accidente fallecieron lamentablemente 4 militares venezolanos y un boliviano. Durante aquella época, sectores afines al MAS-IPSP llegaron a calificar el hecho, como un atentado contra la vida del presidente Evo Morales Ayma. Sin embargo, la Fuerza Aérea Boliviana (FAB) descartó cualquier hipótesis de un supuesto atentado en la caída del helicóptero presidencial.

#### Helicópteros Aérospatiale SA-316 Alouette III (2007)
El 28 de febrero de 2007, el presidente Hugo Chávez decidió regalar otros 2 helicópteros Aérospatiale SA316 Alouette III (de fabricación francesa) a Bolivia, con el objetivo de ayudar en tareas humanitarias de rescate y salvamento en las inundaciones que estaba sufriendo el Departamento del Beni durante aquel año.

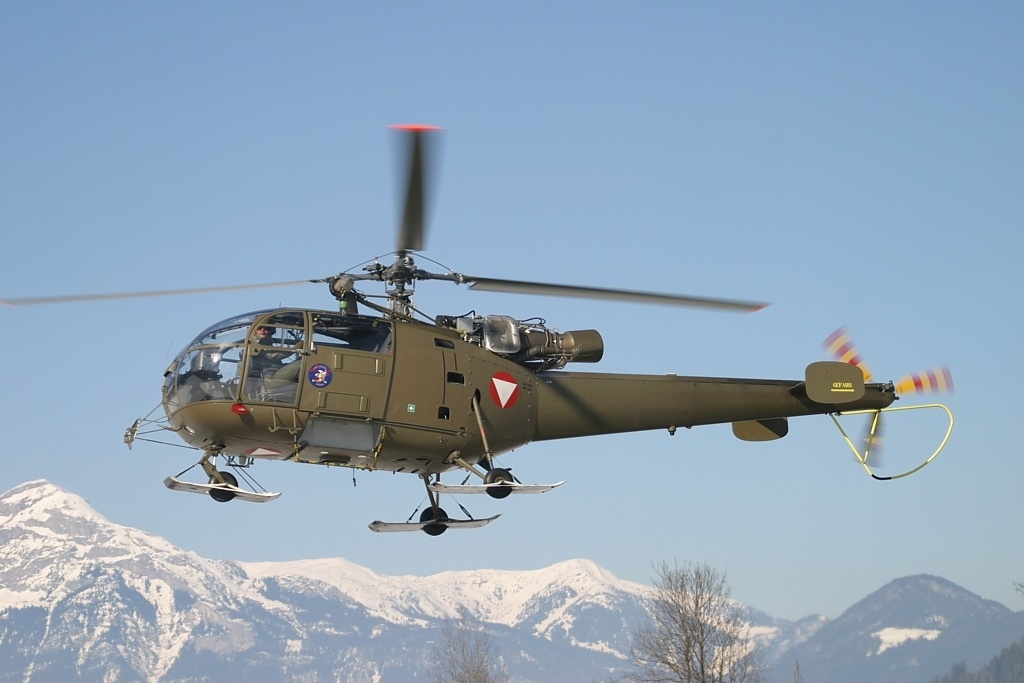
En marzo del año 2007, Venezuela regaló a Bolivia otros 2 helicópteros Aérospatiale SA316 Alouette III para el rescate de damnificados y transporte de ayuda humanitaria durante las grandes inundaciones que sufrió el Departamento del Beni en aquel año.

Pero cabe recordar, que no había pasado mucho tiempo, cuando ese mismo año, uno de los helicópteros "Alouette III" se estrelló el 28 de junio de 2008 en la zona de Molle Molle en el sur de la ciudad de Cochabamba. En el fatal accidente llegaron a fallecer lamentablemente 4 militares bolivianos y un venezolano. La oposición boliviana de aquella época, criticó duramente al gobierno de Evo Morales por recibir helicópteros antiguos y en mal estado o sin buenas condiciones para operar, pues el helicóptero estrellado había salido de la fábrica el año 1972 y para 2007 ya tenía más de 35 años de antigüedad. A su vez, la embajada venezolana en Bolivia señalaba que Venezuela sería incapaz de donar helicópteros defectuosos donde también se pusiera en riesgo la vida del personal militar venezolano. En cambio, ante el escándalo nacional, el presidente Evo Morales Ayma se limitó solamente a pedir a la FAB un informe detallado y una descripción pormenorizada sobre el trágico accidente aéreo, para asumir nuevas medidas.

### Década de 2010
La década de los "Años 10" fue sin duda alguna la época donde se comenzó a renovar seriamente a la Fuerza Aérea Boliviana con la adquisición de aeronaves nuevas de entrenamiento avanzado, básico y primario. Así también se compraron helicópteros nuevos y aviones de transporte. 

#### Aviones Diamond DA-40 Star (2010)
La década comienza cuando en el año 2010, Bolivia compra de Austria unos 9 aviones de entrenamiento Diamond DA-40 "Star" a un precio de USD 3,1 millones de dólares (en promedio a USD 345 000 dólares por cada aparato). Estas aeronaves (FAB-520, FAB-521, FAB-522, FAB-523, FAB-524, FAB-525, FAB-526, FAB-527 y el FAB-528). Oficialmente estas aeronaves fueron presentadas el 31 de mayo de 2010 para el 58 aniversario del Colegio Militar de Aviación, las cuales con el tiempo fueron reemplazando a los antiguos aviones T-34 "Mentor".

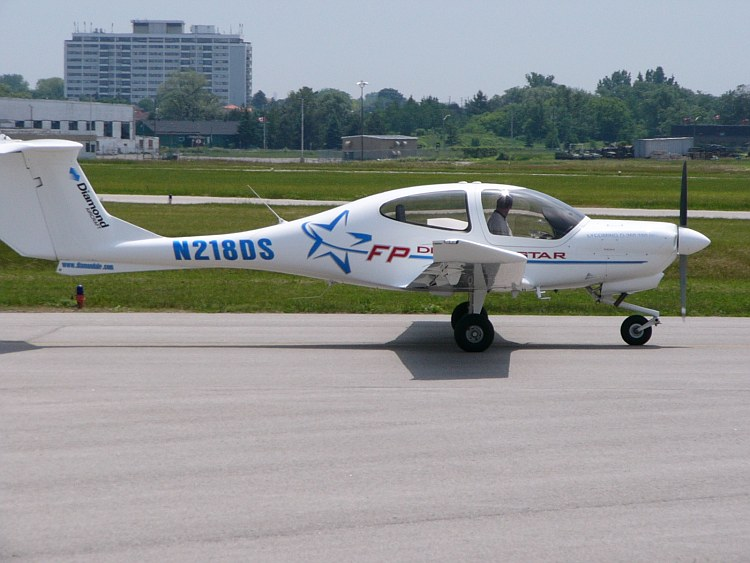
En 2010, Bolivia compró 9 aviones nuevos Diamond DA-40 "Star" de fabricación austriaca para entrenamiento de pilotos. En la actualidad aún continúan volando en la Fuerza Aérea Boliviana.

Tres años después, el 31 de mayo de 2013 y ya durante el 61 aniversario del Colegio Militar de Aviación (COLMILAV), el presidente Evo Morales Ayma admitió públicamente haber comprado las aeronaves "Diamond DA-40" con recursos del programa estatal "Bolivia Cambia, Evo Cumple", el cual dicho programa fue en un principio iniciado con dinero donado por Venezuela desde 2007 hasta 2011.

#### Aviones Hongdu K-8 Karakorum (2011)
A mediados de 2008 se comenzaron a realizar las gestiones para adquirir 6 aviones de combate y entrenamiento avanzado Aero L-159 "Alca" de fabricación checa. Pero esta compra no se pudo llevar a cabo debido a las malas relaciones diplomáticas entre Bolivia y Estados Unidos que comenzaron a partir del año 2006 con la llegada al poder de Evo Morales Ayma. Cabe recordar que durante su primer gobierno se decidió el 14 de septiembre de 2008 expulsar definitivamente del país al embajador estadounidense en Bolivia Philip Goldberg con el argumento de que éste se encontraba supuestamente realizando injerencia en asuntos internos además de estar conspirando junto a la oposición política para derrocar al gobierno de Morales.

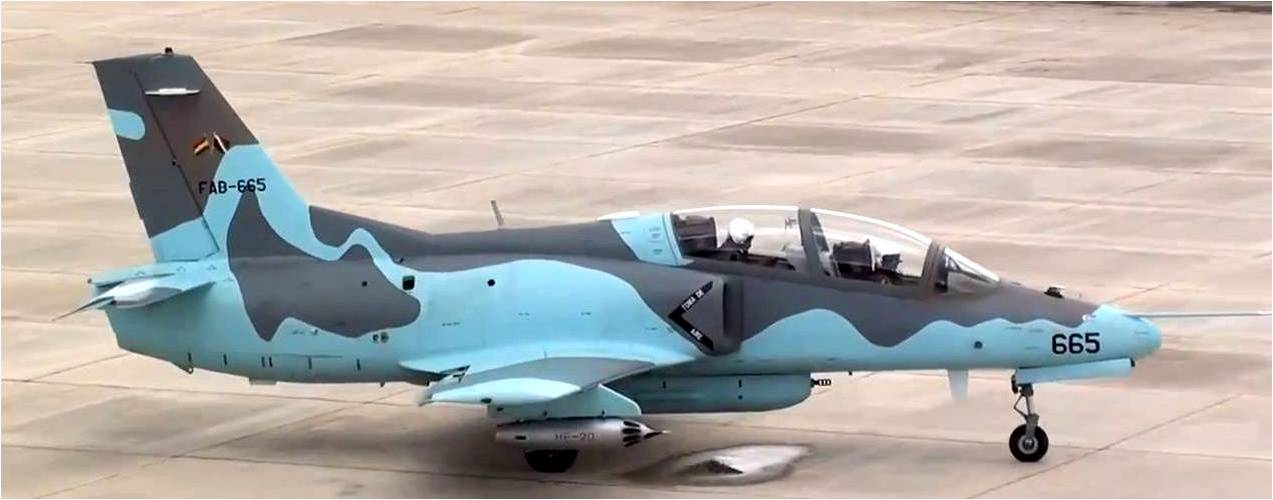
Debido al embargo estadounidense, Bolivia decidió el año 2010 comprar de China unos 6 aviones nuevos de ataque ligero y entrenamiento avanzado de pilotos Hongdu K-8 "Karakorum" de fabricación china/paquistaní. Estas aeronaves empezaron a volar oficialmente en el país a partir del 12 de octubre de 2011 y en la actualidad aún continúan todavía en servicio operativo en la FAB.

Esta decisión drástica tomada por el gobierno boliviano, conllevó también a que Estados Unidos tomé la decisión de vetar (prohibir) a Bolivia la compra de cualquier aparato militar que contenga partes hechas en el país del norte, pues cabe mencionar que los aviones checos Aero L-159 "Alca" que inicialmente Bolivia tenía la intención de adquirir, lamentablemente poseían partes fabricadas en Estados Unidos. Debido al veto estadounidense, Bolivia decidió entonces el año 2010 comprar de China unos 6 aviones nuevos Hongdu K-8 "Karakorum" de ataque ligero y entrenamiento avanzado para fortalecer a la Fuerza Aérea Boliviana. El costo total de la compra fue de USD 57,8 millones de dólares (alrededor de USD 9,6 millones de dólares por cada aparato). Los aviones llegaron en junio de 2011 a Bolivia por vía marítima empacados en varios contenedores pero desarmados en varias partes que posteriormente serían ensambladas en Bolivia por los técnicos militares aeronáuticos bolivianos. Ese mismo año se ingresaron al servicio de la FAB cuando se estrenaron el 12 de octubre de 2011 para el 88 aniversario de la FAB volando por los cielos de la ciudad de La Paz y El Alto.

#### Aviones Zlín Z-242 Gurú (2016)

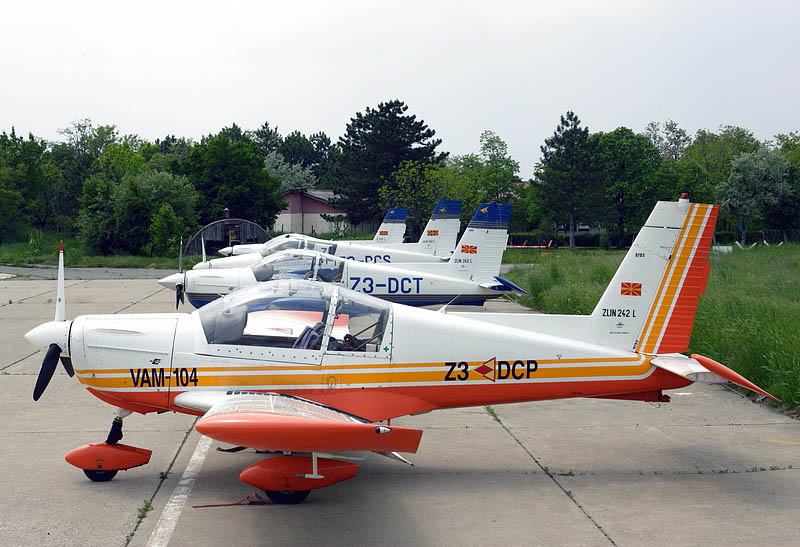
En 2016, Bolivia compró 9 aviones nuevos de entrenamieto básico Zlín Z-242 "Guru" de fabricación checa. En la actualidad aún continúan volando en la Fuerza Aérea Boliviana.

A partir de 2015, Bolivia empezó a realizar gestiones para la adquisición de nuevas aeronaves de entrenamiento básico con el objetivo de ir reemplazando a sus antiguas aeronaves Neiva T-25 "Universal" de fabricación brasileña. El 12 de mayo de 2016, el gobierno boliviano anunció oficialmente que se decidió adquirir unos 9 aviones nuevos Zlín Z-242 "Guru" de fabricación checa a un precio total de USD 2,7 millones de dólares (en promedio a USD 300 000 dólares por cada aparato).
Estos aviones checos (FAB-510, FAB-511, FAB-512, FAB-513, FAB-514, FAB-515, FAB-516, FAB-517 y el FAB-518) llegaron al país el 16 de noviembre de 2016 durante el 93 aniversario de la Fuerza Aérea Boliviana.

## Organización

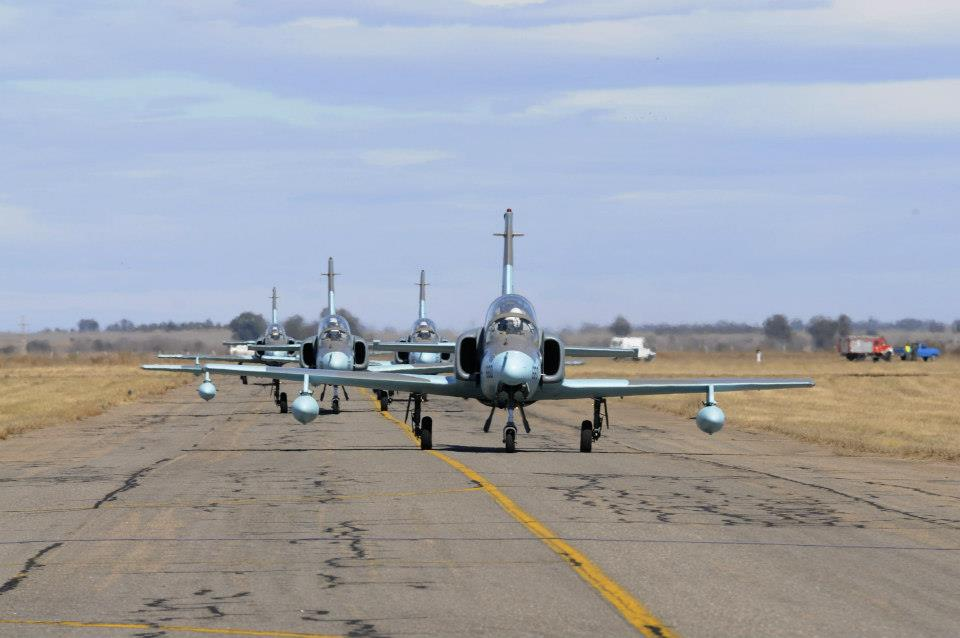
Aviones K-8 Karakorum de la FAB.

La Fuerza Aérea Boliviana es conducida por el Comando General de la Fuerza Aérea y organizada del siguiente modo:
- I Brigada Aérea
  - Grupo Aéreo 31
  - Grupo Aéreo 65
  - Grupo Aéreo 71
  - Grupo de Artillería y Defensa Aérea 91
  - Grupo de Artillería y Defensa Aérea 97
  - Grupo Aéreo Presidencial
- II Brigada Aérea
  - Grupo Aéreo 22
  - Grupo Aéreo 34
  - Grupo Aéreo 51
  - Grupo de Artillería y Defensa Aérea 92
  - Servicio de Mantenimiento Aéreo 2
- III Brigada Aérea
  - Grupo Aéreo 32
  - Grupo Aéreo 61
  - Grupo Aéreo 83
  - Grupo de Artillería y Defensa Aérea 93
  - Servicio de Mantenimiento Aéreo 3
- IV Brigada Aérea
  - Grupo Aéreo 41
  - Grupo Aéreo 63
  - Grupo de Artillería y Defensa Aérea 94
- V Brigada Aérea
  - Grupo Aéreo de Transporte 22
  - Grupo de Artillería y Defensa Aérea 95
- VI Brigada Aérea
  - Grupo Aéreo Táctico 62
  - Grupo Aéreo 64
  - y el Grupo de Artillería y Defensa Aérea 96.

La FAB dispone de otras unidades como:
- Fuerza de Tarea Aérea Diablos Rojos
- Fuerza de Tarea Aérea C-130 Diablos Negros
- Servicio de Mantenimiento Aéreo 3
- Servicio de Abastecimiento Aéreo 11

Los Institutos Aéreos Militares son:
- Colegio Militar de Aviación
- Politécnico Militar de Aeronáutica
- Escuela de Comando y Estado Mayor
- Escuela de Perfeccionamiento Técnico Aeronáutico
- Escuela de Idiomas de la Fuerza Aérea Boliviana
- Unidad Educativa de la Fuerza Aérea Boliviana

## Escalafón militar
La jerarquía dentro de la Fuerza Aérea Boliviana se divide en dos. La primera reagrupa a los oficiales y la segunda, a los suboficiales y clases. 

Personal de Oficiales de la Fuerza Aerea
| Rango              | Oficiales Generales           | Oficiales Generales                        | Oficiales Generales                       | Oficiales superiores           | Oficiales superiores                       | Oficiales superiores            | Oficiales Subalternos          | Oficiales Subalternos              | Oficiales Subalternos                 |
| ------------------ | ----------------------------- | ------------------------------------------ | ----------------------------------------- | ------------------------------ | ------------------------------------------ | ------------------------------- | ------------------------------ | ---------------------------------- | ------------------------------------- |
| Uniforme de salida | General de Fuerza Aérea       | General de Division Fuerza Aérea Boliviana | General de Brigada Fuerza Aérea Boliviana | Coronel Fuerza Aérea Boliviana | Teniente Coronel de Fuerza Aérea Boliviana | Mayor de Fuerza Aérea Boliviana | Capitan Fuerza Aérea Boliviana | Teniente de Fuerza Aérea Boliviana | Subteniente de Fuerza Aérea Boliviana |
| Overol de vuelo    |                               |                                            |                                           |                                | Suboficial Inicial FAB Pecho               |                                 |                                |                                    |                                       |
| Uniforme de faena  | General de Fuerza Aérea Faena | General Division Aérea Faena               | General Brigada Aérea Faena               | Coronel FAB Faena              | Teniente Coronel FAB Faena                 | Mayor FAB Faena                 | Capitan FAB Faena              | Teniente FAB Faena                 | Subteniente FAB Faena                 |
| Grado              | General de Fuerza Aérea       | General de División Aérea                  | General de Brigada Aérea                  | Coronel                        | Teniente Coronel                           | Mayor                           | Capitán                        | Teniente                           | Subteniente                           |

Personal de Suboficiales y Clases del Ejército
| Rango              | Suboficiales                                 | Suboficiales                               | Suboficiales                             | Suboficiales                             | Suboficiales                                 | Sargentos                              | Sargentos                              | Sargentos                                  | Clase                   | Clase                              | Clase                               |  |
| ------------------ | -------------------------------------------- | ------------------------------------------ | ---------------------------------------- | ---------------------------------------- | -------------------------------------------- | -------------------------------------- | -------------------------------------- | ------------------------------------------ | ----------------------- | ---------------------------------- | ----------------------------------- |  |
| Uniforme de salida | Suboficial Maestre de Fuerza Aérea Boliviana | Suboficial Mayor de Fuerza Aérea Boliviana | Suboficial 1ro de Fuerza Aérea Boliviana | Suboficial 2do de Fuerza Aérea Boliviana | Suboficial Inicial de Fuerza Aérea Boliviana | Sargento 1ro de Fuerza Aérea Boliviana | Sargento 2do de Fuerza Aérea Boliviana | Sargento Inicial de Fuerza Aérea Boliviana |                         | Dragoneante Fuerza Aérea Boliviana | Soldado Raso Fuerza Aérea Boliviana |  |
| Overol de vuelo    | SOFMtreFAB Overol                            |                                            |                                          |                                          | Suboficial Inicial FAB Pecho                 |                                        |                                        | Sargeto Inicial FAB Pecho                  |                         |                                    |                                     |  |
| Uniforme de faena  | Suboficial Maestre FAB Pecho                 | Suboficial Mayor FAB Pecho                 | Suboficial 1ro FAB Pecho                 | Suboficial 2do FAB Pecho                 | Suboficial Inicial FAB Pecho                 | Sargeto 1ro FAB Pecho                  | Sargeto 2do FAB Pecho                  | Sargeto Inicial FAB Pecho                  | Cabo Fuerza Aérea Pecho | Dragonenante Fuerza Aérea Pecho    |                                     |  |
| Grado              | Suboficial Maestre                           | Suboficial Mayor                           | Suboficial Primero                       | Suboficial Segundo                       | Suboficial Inicial                           | Sargento Primero                       | Sargento Segundo                       | Sargento Inicial                           | Cabo                    | Dragoneante                        | Soldado raso                        |  |

## Especialidades
La jerarquía dentro de la Fuerza Aérea Boliviana se divide en dos. La primera reagrupa a los Oficiales y la segunda, a los Suboficiales y clases. 

Personal de Oficiales del Ejército

## Aeronaves Actuales

### Aviones de Combate
| Hongdu K-8 "Karakorum"                                             | Hongdu K-8 "Karakorum" |
| ------------------------------------------------------------------ | --- |
| Aviones bolivianos K-8 de fabricación china despegando de la pista | \| Fabricante: \| China / Pakistán Hongdu Aviation Industry Corporation y Pakistan Aeronautical Complex \| \| Entrada en servicio: \| 12 de octubre de 2011 (14 años) \| \| Misión: \| Avión de Ataque Ligero y Entrenamiento Avanzado \| \| Versiones: \| k-8W \| \| Aeronaves en servicio: \| 6 Aviones (FAB-660, FAB-661, FAB-662, FAB-663, FAB-664 y el FAB-665) \| \| \| total: 4 Aviones K-8W \| \| Bases y unidades: \| - II Brigada Aérea - Cochabamba \| - El año 2010, Bolivia decidió comprar 6 aviones nuevos K-8W por un precio total de 57,8 millones de dólares (en promedio a 9,6 millones por cada unidad). Las aeronaves llegaron al país desde China en junio de 2011 pero desarmadas por partes, siendo finalmente ensambladas en Bolivia por mecánicos militares bolivianos. Oficialmente ingresaron al servicio el 12 de octubre de 2011 cuando empezaron a volar por primera vez en los cielos de las ciudades de La Paz y El Alto para el 88 aniversario de la Fuerza Aérea Boliviana. - El 24 de marzo de 2021, en el municipio de Sacaba del Departamento de Cochabamba, se estrelló el primer avión boliviano K-8 Karakorum con matrícula FAB-663 después de haber estado ya por alrededor de 10 años (una década) volando al servicio en la FAB |
| Fabricante:                                                        | China / Pakistán Hongdu Aviation Industry Corporation y Pakistan Aeronautical Complex |
| Entrada en servicio:                                               | 12 de octubre de 2011 (14 años) |
| Misión:                                                            | Avión de Ataque Ligero y Entrenamiento Avanzado |
| Versiones:                                                         | k-8W |
| Aeronaves en servicio:                                             | 6 Aviones (FAB-660, FAB-661, FAB-662, FAB-663, FAB-664 y el FAB-665) |
|                                                                    | total: 4 Aviones K-8W |
| Bases y unidades:                                                  | - II Brigada Aérea - Cochabamba |

| Pilatus PC-7 "Turbo Trainer" | Pilatus PC-7 "Turbo Trainer" |
| --- | --- |
| Avión Sudafricano Pilatus PC-7 "Turbo Trainer" similar a los que utiliza la Fuerza Aérea Boliviana.Avión Austriaco Pilatus PC-7 "Turbo Trainer" similar a los que utiliza la Fuerza Aérea Boliviana.Avión Holandés Pilatus PC-7 "Turbo Trainer" similar a los que utiliza la Fuerza Aérea Boliviana. | \| Fabricante: \| Suiza (Pilatus Aircraft Ltd) \| \| Entrada en servicio: \| 10 de abril de 1979 (46 años) \| \| Tipo: \| Avión de Ataque Ligero y Entrenamiento Básico \| \| Misión: \| Entrenamiento Básico y Táctico de Pilotos \| \| Versiones: \| PC-7 \| \| Aeronaves pedidas: \| Los primeros 12 aviones pedidos en 1979 y otros 12 aviones más en 1981 \| \| Aeronaves incorporadas: \| - FAB-450, FAB-451, FAB-452, FAB 453 el 10/4/1979 FAB-454, FAB-455, FAB-456, FAB-457 el 18/5/1979 FAB-458 y FAB-459 el 1/6/1979, el FAB-460 y FAB-461 el 8/8/1979 - FAB-462, FAB-463, FAB-464 el 16/6/1981 FAB-465, FAB-466 y FAB-467 el 8/7/1981 FAB-468, FAB 469 y FAB-471 el 28/7/1981 FAB-470, FAB-472 y el FAB-473 el 25/8/1981 \| \| \| total: 24 Aviones PC-7 adquiridos entre 1979 y 1981 \| \| Aeronaves en servicio: \| 2 aviones (FAB-453 y el FAB-470) \| \| \| total: 2 Aviones PC-7 operables hasta 2024 \| \| Bases y unidades: \| - IV Brigada Aérea (Tarija) en el Grupo Aéreo de Caza 33 \| - En 1979 y 1981, Bolivia compró hasta 24 aviones Pilatus PC-7 a un precio total de 35,8 millones de dólares · (en promedio a 1,5 millones por cada unidad). Las primeras cuatro aeronaves llegaron al país desde Suiza · en abril de 1979. A lo largo de más de 40 años continuos de servicio (cuatro décadas), alrededor de 13 aviones se · estrellaron o se perdieron en accidentes, otros 5 aviones quedaron preservados en institutos militares, aeródromos · o museos para la exhibición al público y finalmente unos 4 aviones fueron desactivados para reponer otras aeronaves. · Hasta el año 2024 solamente quedaban volando 2 aviones bolivianos Pilatus PC-7. |
| Fabricante: | Suiza (Pilatus Aircraft Ltd) |
| Entrada en servicio: | 10 de abril de 1979 (46 años) |
| Tipo: | Avión de Ataque Ligero y Entrenamiento Básico |
| Misión: | Entrenamiento Básico y Táctico de Pilotos |
| Versiones: | PC-7 |
| Aeronaves pedidas: | Los primeros 12 aviones pedidos en 1979 y otros 12 aviones más en 1981 |
| Aeronaves incorporadas: | - FAB-450, FAB-451, FAB-452, FAB 453 el 10/4/1979 FAB-454, FAB-455, FAB-456, FAB-457 el 18/5/1979 FAB-458 y FAB-459 el 1/6/1979, el FAB-460 y FAB-461 el 8/8/1979 - FAB-462, FAB-463, FAB-464 el 16/6/1981 FAB-465, FAB-466 y FAB-467 el 8/7/1981 FAB-468, FAB 469 y FAB-471 el 28/7/1981 FAB-470, FAB-472 y el FAB-473 el 25/8/1981 |
| | total: 24 Aviones PC-7 adquiridos entre 1979 y 1981 |
| Aeronaves en servicio: | 2 aviones (FAB-453 y el FAB-470) |
| | total: 2 Aviones PC-7 operables hasta 2024 |
| Bases y unidades: | - IV Brigada Aérea (Tarija) en el Grupo Aéreo de Caza 33 |

### Aviones de entrenamiento
| Zlin Z-242 "Guru" | Zlin Z-242 "Guru" |
| --- | --- |
| Avión Peruano Zlin Z-242L "Gurú" similar a los que utiliza la Fuerza Aérea Boliviana.Avión Zlin Z-242L "Gurú" similar a los que utiliza la Fuerza Aérea Boliviana.Avión Croata Zlin Z-242L "Gurú" similar a los que utiliza la Fuerza Aérea Boliviana. | \| Fabricante: \| República Checa (Moravan Otrokovice) \| \| Entrada en servicio: \| 16 de noviembre de 2016 (9 años) \| \| Designación interna: \| Huayna \| \| Misión: \| Avión de Entrenamiento Básico \| \| Versiones: \| Z-242L \| \| Aeronaves pedidas: \| 9 aviones \| \| Aeronaves incorporadas: \| FAB-510, FAB-511, FAB-512, FAB-513, FAB-514 FAB-515, FAB-516, FAB-517 y FAB-518 \| \| \| total: 9 Aviones Z-242 adquiridos en 2016 \| \| Aeronaves en servicio: \| 8 aviones \| \| \| total: 8 Aviones Z-242 operables hasta 2022 \| \| Bases y unidades: \| - III Brigada Aérea (Santa Cruz) Colegio Militar de Aviación \| - El 17 de mayo de 2016, Bolivia anunció que compraría unos 9 nuevos aviones Z-242 la versión L · por un precio total de 2,7 millones de dólares (en promedio a 9,6 millones por cada unidad). · Las aeronaves llegaron el 16 de noviembre de 2016 ingresando oficialmente al servicio con la FAB · para entrenamiento de pilotos del Colegio Militar de Aviación - El 24 de marzo de 2021, en el municipio de Sacaba del Departamento de Cochabamba, se estrelló el primer avión boliviano K-8 Karakorum con matrícula FAB-663 después de haber estado ya por alrededor · de 10 años (una década) volando al servicio en la FAB |
| Fabricante: | República Checa (Moravan Otrokovice) |
| Entrada en servicio: | 16 de noviembre de 2016 (9 años) |
| Designación interna: | Huayna |
| Misión: | Avión de Entrenamiento Básico |
| Versiones: | Z-242L |
| Aeronaves pedidas: | 9 aviones |
| Aeronaves incorporadas: | FAB-510, FAB-511, FAB-512, FAB-513, FAB-514 FAB-515, FAB-516, FAB-517 y FAB-518 |
| | total: 9 Aviones Z-242 adquiridos en 2016 |
| Aeronaves en servicio: | 8 aviones |
| | total: 8 Aviones Z-242 operables hasta 2022 |
| Bases y unidades: | - III Brigada Aérea (Santa Cruz) Colegio Militar de Aviación |

| Diamond DA40           | Diamond DA40 |
| ---------------------- | --- |
| Diamond DA40 en tierra | \| Entrada en servicio: \| 2009 \| \| Misión: \| Avión de Entrenamiento Primario \| \| Versiones: \| DA-40(T-52A) \| \| Aeronaves en servicio: \| 9 Aviones DA-40(T-52A) \| \| \| total: 9 Aviones DA-40(T-52A) \| \| Bases y unidades: \| - III Brigada Aérea - Santa Cruz \| |
| Entrada en servicio:   | 2009 |
| Misión:                | Avión de Entrenamiento Primario |
| Versiones:             | DA-40(T-52A) |
| Aeronaves en servicio: | 9 Aviones DA-40(T-52A) |
|                        | total: 9 Aviones DA-40(T-52A) |
| Bases y unidades:      | - III Brigada Aérea - Santa Cruz |

| NEIVA T-25 Universal   | NEIVA T-25 Universal |
| ---------------------- | --- |
|                        | \| Entrada en servicio: \| 2004 \| \| Misión: \| Avión de Entrenamiento Primario \| \| Versiones: \| T-25 \| \| Aeronaves en servicio: \| 6 Aviones T-25 \| \| \| total: 6 Aviones T-25 \| \| Bases y unidades: \| - III Brigada Aérea - Santa Cruz \| |
| Entrada en servicio:   | 2004 |
| Misión:                | Avión de Entrenamiento Primario |
| Versiones:             | T-25 |
| Aeronaves en servicio: | 6 Aviones T-25 |
|                        | total: 6 Aviones T-25 |
| Bases y unidades:      | - III Brigada Aérea - Santa Cruz |

| Beech T-34A/B Mentor   | Beech T-34A/B Mentor |
| ---------------------- | --- |
| Un mentor en el aire   | \| Entrada en servicio: \| 2000 \| \| Misión: \| Avión de Entrenamiento Primario \| \| Versiones: \| T-34 \| \| Aeronaves en servicio: \| 10 Aviones T-34 \| \| \| total: 1 Aviones T-34 \| \| Bases y unidades: \| - III Brigada Aérea - Santa Cruz \| |
| Entrada en servicio:   | 2000 |
| Misión:                | Avión de Entrenamiento Primario |
| Versiones:             | T-34 |
| Aeronaves en servicio: | 10 Aviones T-34 |
|                        | total: 1 Aviones T-34 |
| Bases y unidades:      | - III Brigada Aérea - Santa Cruz |

| CESSNA AEROBAT A-152   | CESSNA AEROBAT A-152 |
| ---------------------- | --- |
|                        | \| Entrada en servicio: \| 1996 \| \| Misión: \| Avión de Entrenamiento Primario - Nivel-I \| \| Versiones: \| A-152 \| \| Aeronaves en servicio: \| 4 Aviones A-152 \| \| \| total: 3 Aviones A-152 \| \| Bases y unidades: \| - III Brigada Aérea - Santa Cruz \| |
| Entrada en servicio:   | 1996 |
| Misión:                | Avión de Entrenamiento Primario - Nivel-I |
| Versiones:             | A-152 |
| Aeronaves en servicio: | 4 Aviones A-152 |
|                        | total: 3 Aviones A-152 |
| Bases y unidades:      | - III Brigada Aérea - Santa Cruz |

### Helicópteros
| AS332 Super Puma           | AS332 Super Puma |
| -------------------------- | --- |
| Presentación de Super Puma | \| Entrada en servicio: \| 2014 \| \| Misión: \| Helicóptero Utilitario medio \| \| Versiones: \| AS332 C1e Super Puma \| \| Aeronaves en servicio: \| 6 \| \| Bases y unidades: \| - Fuerza de Tarea Aérea Diablos Rojos \| |
| Entrada en servicio:       | 2014 |
| Misión:                    | Helicóptero Utilitario medio |
| Versiones:                 | AS332 C1e Super Puma |
| Aeronaves en servicio:     | 6 |
| Bases y unidades:          | - Fuerza de Tarea Aérea Diablos Rojos |

| Harbin Z-9             | Harbin Z-9 |
| ---------------------- | --- |
| Un Harbin volando      | \| Entrada en servicio: \| 2013 \| \| Misión: \| Helicóptero de ataque \| \| Versiones: \| H-425 \| \| Aeronaves en servicio: \| 6 \| \| Bases y unidades: \| - Ejército de Bolivia \| |
| Entrada en servicio:   | 2013 |
| Misión:                | Helicóptero de ataque |
| Versiones:             | H-425 |
| Aeronaves en servicio: | 6 |
| Bases y unidades:      | - Ejército de Bolivia |

| Eurocopter As-350B3    | Eurocopter As-350B3 |
| ---------------------- | --- |
| Un Eurocopter volando  | \| Entrada en servicio: \| 2009 \| \| Misión: \| Helicóptero utilitario \| \| Versiones: \| AS-350 \| \| Aeronaves en servicio: \| 2 helicópteros AS-350 \| \| \| total: 2 helicópteros AS-350 \| \| Bases y unidades: \| - Diablos rojos \| |
| Entrada en servicio:   | 2009 |
| Misión:                | Helicóptero utilitario |
| Versiones:             | AS-350 |
| Aeronaves en servicio: | 2 helicópteros AS-350 |
|                        | total: 2 helicópteros AS-350 |
| Bases y unidades:      | - Diablos rojos |

| Aérospatiale Alouette SA 316 III | Aérospatiale Alouette SA 316 III |
| -------------------------------- | --- |
| Alouette SA 316 en pista         | \| Entrada en servicio: \| 2007 \| \| Misión: \| Helicóptero utilitario \| \| Versiones: \| SA-316 \| \| Aeronaves en servicio: \| 2 helicópteros SA-316 \| \| \| total: 2 helicópteross SA-316 \| \| Bases y unidades: \| - Diablos negros - Helicópteros donados a Bolivia por el gobierno de Venezuela en febrero de 2007.[36] \| |
| Entrada en servicio:             | 2007 |
| Misión:                          | Helicóptero utilitario |
| Versiones:                       | SA-316 |
| Aeronaves en servicio:           | 2 helicópteros SA-316 |
|                                  | total: 2 helicópteross SA-316 |
| Bases y unidades:                | - Diablos negros - Helicópteros donados a Bolivia por el gobierno de Venezuela en febrero de 2007. |

| Eurocopter AS-332 Cougar | Eurocopter AS-332 Cougar |
| ------------------------ | --- |
| Un Eurocopter en pista   | \| Entrada en servicio: \| 2006 \| \| Misión: \| Helicóptero utilitario \| \| Versiones: \| AS-532 \| \| Aeronaves en servicio: \| 2 helicópteros AS-532 \| \| \| total: 2 helicópteros AS-532 \| \| Bases y unidades: \| - Diablos rojos \| |
| Entrada en servicio:     | 2006 |
| Misión:                  | Helicóptero utilitario |
| Versiones:               | AS-532 |
| Aeronaves en servicio:   | 2 helicópteros AS-532 |
|                          | total: 2 helicópteros AS-532 |
| Bases y unidades:        | - Diablos rojos |

| Bell UH-I Iroquois     | Bell UH-I Iroquois |
| ---------------------- | --- |
| IROQUIS en vuelo       | \| Entrada en servicio: \| 1975 \| \| Misión: \| Helicóptero de ataque \| \| Versiones: \| UH-1H \| \| Aeronaves en servicio: \| 8 helicópteros UH-1H \| \| \| total: 8 helicópteros UH-1H \| \| Bases y unidades: \| - Diablos negros \| |
| Entrada en servicio:   | 1975 |
| Misión:                | Helicóptero de ataque |
| Versiones:             | UH-1H |
| Aeronaves en servicio: | 8 helicópteros UH-1H |
|                        | total: 8 helicópteros UH-1H |
| Bases y unidades:      | - Diablos negros |

| Robinson R44           | Robinson R44 |
| ---------------------- | --- |
| Un Robinson despegando | \| Entrada en servicio: \| 2011-2013 \| \| Misión: \| Helicóptero utilitario \| \| Versiones: \| R44 \| \| Aeronaves en servicio: \| 9 helicópteros R44 \| \| \| total: 9 helicópteros R44 \| \| Bases y unidades: \| - 6 Helicópteros fueron entregados el 2011 al Colegio Militar de Aviación para entrenamiento de Damas y Caballeros Cadetes de la Fuerza Aérea Boliviana - 2 Helicópteros entregados en mayo de 2013 a la Policía Aérea Boliviana - 1 Helicóptero entregado en agosto del 2013 a la caballería aérea del Ejército Boliviano \| |
| Entrada en servicio:   | 2011-2013 |
| Misión:                | Helicóptero utilitario |
| Versiones:             | R44 |
| Aeronaves en servicio: | 9 helicópteros R44 |
|                        | total: 9 helicópteros R44 |
| Bases y unidades:      | - 6 Helicópteros fueron entregados el 2011 al Colegio Militar de Aviación para entrenamiento de Damas y Caballeros Cadetes de la Fuerza Aérea Boliviana - 2 Helicópteros entregados en mayo de 2013 a la Policía Aérea Boliviana - 1 Helicóptero entregado en agosto del 2013 a la caballería aérea del Ejército Boliviano |

| Eurocopter EC145       | Eurocopter EC145 |
| ---------------------- | --- |
| Un eurocopter volando  | \| Entrada en servicio: \| 2012 \| \| Misión: \| Helicóptero utilitario \| \| Versiones: \| EC-145 \| \| Aeronaves en servicio: \| 4 helicópteros EC-145 \| \| \| total: 4 helicópteros EC-145 \| \| Bases y unidades: \| - Transporte Presidencial \| |
| Entrada en servicio:   | 2012 |
| Misión:                | Helicóptero utilitario |
| Versiones:             | EC-145 |
| Aeronaves en servicio: | 4 helicópteros EC-145 |
|                        | total: 4 helicópteros EC-145 |
| Bases y unidades:      | - Transporte Presidencial |

### Transporte
| CASA C-212 Aviocar     | CASA C-212 Aviocar |
| ---------------------- | --- |
| Un CASA volando        | \| Misión: \| avión de transporte \| \| Versiones: \| C-212-100 \| \| Aeronaves en servicio: \| 3 aviones C-212-100 \| \| \| total: 3 aviones C-212-100 \| \| Bases y unidades: \| - Fuerza Aérea Boliviana \| |
| Misión:                | avión de transporte |
| Versiones:             | C-212-100 |
| Aeronaves en servicio: | 3 aviones C-212-100 |
|                        | total: 3 aviones C-212-100 |
| Bases y unidades:      | - Fuerza Aérea Boliviana |

| Fokker F27 Friendship  | Fokker F27 Friendship |
| ---------------------- | --- |
| Un F-27 volando        | \| Entrada en servicio: \| 2013 \| \| Misión: \| avión de transporte \| \| Versiones: \| F27 \| \| Aeronaves en servicio: \| 1 avión F27 \| \| \| total: 1 avión F27 \| \| Bases y unidades: \| - Ejercito de bolivia fuerzas especiales aerotransportados. \| |
| Entrada en servicio:   | 2013 |
| Misión:                | avión de transporte |
| Versiones:             | F27 |
| Aeronaves en servicio: | 1 avión F27 |
|                        | total: 1 avión F27 |
| Bases y unidades:      | - Ejercito de bolivia fuerzas especiales aerotransportados. |

| Lockheed C-130 Hercules | Lockheed C-130 Hercules |
| ----------------------- | --- |
| Un C-130 volando        | \| Entrada en servicio: \| 2013 \| \| Misión: \| avión de transporte \| \| Versiones: \| (A) (B) (H) \| \| Aeronaves en servicio: \| 5 \| \| Bases y unidades: \| - Fuerza Aérea Boliviana \| |
| Entrada en servicio:    | 2013 |
| Misión:                 | avión de transporte |
| Versiones:              | (A) (B) (H) |
| Aeronaves en servicio:  | 5 |
| Bases y unidades:       | - Fuerza Aérea Boliviana |

| McDonnell Douglas DC-10 | McDonnell Douglas DC-10 |
| ----------------------- | --- |
| Un DC-10 volando        | \| Entrada en servicio: \| 2013 \| \| Misión: \| avión de transporte \| \| Versiones: \| (10F) (30F) \| \| Aeronaves en servicio: \| 2 \| \| Bases y unidades: \| - Fuerza Aérea Boliviana \| |
| Entrada en servicio:    | 2013 |
| Misión:                 | avión de transporte |
| Versiones:              | (10F) (30F) |
| Aeronaves en servicio:  | 2 |
| Bases y unidades:       | - Fuerza Aérea Boliviana |

| Xian MA60              | Xian MA60 |
| ---------------------- | --- |
| Un MA60 en pista       | \| Entrada en servicio: \| 2013 \| \| Misión: \| avión de transporte \| \| Aeronaves en servicio: \| 2 \| \| Bases y unidades: \| - Fuerza Aérea Boliviana \| |
| Entrada en servicio:   | 2013 |
| Misión:                | avión de transporte |
| Aeronaves en servicio: | 2 |
| Bases y unidades:      | - Fuerza Aérea Boliviana |

| Learjet 25             | Learjet 25 |
| ---------------------- | --- |
|                        | \| Misión: \| avión de transporte \| \| Aeronaves en servicio: \| 1 \| \| Bases y unidades: \| - Fuerza Aérea Boliviana \| |
| Misión:                | avión de transporte |
| Aeronaves en servicio: | 1 |
| Bases y unidades:      | - Fuerza Aérea Boliviana                                                                                                   |

| BAE Systems 146        | BAE Systems 146 |
| ---------------------- | --- |
|                        | \| Misión: \| avión de transporte \| \| Aeronaves en servicio: \| 4 \| \| Bases y unidades: \| - Fuerza Aérea Boliviana \| |
| Misión:                | avión de transporte |
| Aeronaves en servicio: | 4 |
| Bases y unidades:      | - Fuerza Aérea Boliviana                                                                                                   |

| Beechcraft Baron       | Beechcraft Baron |
| ---------------------- | --- |
|                        | \| Misión: \| avión de transporte \| \| Versiones: \| 55 \| \| Aeronaves en servicio: \| 2 \| \| Bases y unidades: \| - Fuerza Aérea Boliviana \| |
| Misión:                | avión de transporte |
| Versiones:             | 55 |
| Aeronaves en servicio: | 2 |
| Bases y unidades:      | - Fuerza Aérea Boliviana |

| Beechcraft Bonanza     | Beechcraft Bonanza |
| ---------------------- | --- |
|                        | \| Misión: \| avión de transporte \| \| Versiones: \| V35 \| \| Aeronaves en servicio: \| 2 \| \| Bases y unidades: \| - Fuerza Aérea Boliviana \| |
| Misión:                | avión de transporte |
| Versiones:             | V35 |
| Aeronaves en servicio: | 2 |
| Bases y unidades:      | - Fuerza Aérea Boliviana |

| Beechcraft 1900        | Beechcraft 1900 |
| ---------------------- | --- |
|                        | \| Misión: \| avión de transporte \| \| Aeronaves en servicio: \| 1 \| \| Bases y unidades: \| - Fuerza Aérea Boliviana \| |
| Misión:                | avión de transporte |
| Aeronaves en servicio: | 1 |
| Bases y unidades:      | - Fuerza Aérea Boliviana                                                                                                   |

| Beechcraft King Air    | Beechcraft King Air |
| ---------------------- | --- |
|                        | \| Misión: \| avión de transporte \| \| Aeronaves en servicio: \| 4 \| \| Bases y unidades: \| - Fuerza Aérea Boliviana \| |
| Misión:                | avión de transporte |
| Aeronaves en servicio: | 4 |
| Bases y unidades:      | - Fuerza Aérea Boliviana                                                                                                   |

| Cessna 421 Golden Eagle | Cessna 421 Golden Eagle |
| ----------------------- | --- |
|                         | \| Misión: \| avión de transporte \| \| Aeronaves en servicio: \| 1 \| \| Bases y unidades: \| - Fuerza Aérea Boliviana \| |
| Misión:                 | avión de transporte |
| Aeronaves en servicio:  | 1 |
| Bases y unidades:       | - Fuerza Aérea Boliviana                                                                                                   |

| Cessna 152             | Cessna 152 |
| ---------------------- | --- |
|                        | \| Misión: \| avión de transporte \| \| Aeronaves en servicio: \| 9 \| \| Bases y unidades: \| - Fuerza Aérea Boliviana \| |
| Misión:                | avión de transporte |
| Aeronaves en servicio: | 9 |
| Bases y unidades:      | - Fuerza Aérea Boliviana                                                                                                   |

| Cessna 206 Stationair  | Cessna 206 Stationair |
| ---------------------- | --- |
|                        | \| Misión: \| avión de transporte \| \| Versiones: \| 206 \| \| Aeronaves en servicio: \| 17 \| \| Bases y unidades: \| - Fuerza Aérea Boliviana \| |
| Misión:                | avión de transporte |
| Versiones:             | 206 |
| Aeronaves en servicio: | 17 |
| Bases y unidades:      | - Fuerza Aérea Boliviana |

| Cessna 210 Centurión   | Cessna 210 Centurión |
| ---------------------- | --- |
|                        | \| Misión: \| avión de transporte \| \| Aeronaves en servicio: \| 4 \| \| Bases y unidades: \| - Fuerza Aérea Boliviana \| |
| Misión:                | avión de transporte |
| Aeronaves en servicio: | 4 |
| Bases y unidades:      | - Fuerza Aérea Boliviana                                                                                                   |

| Cessna 402             | Cessna 402 |
| ---------------------- | --- |
|                        | \| Misión: \| avión de transporte \| \| Aeronaves en servicio: \| 1 \| \| Bases y unidades: \| - Fuerza Aérea Boliviana \| |
| Misión:                | avión de transporte |
| Aeronaves en servicio: | 1 |
| Bases y unidades:      | - Fuerza Aérea Boliviana                                                                                                   |

| Cessna 421 Golden Eagle | Cessna 421 Golden Eagle |
| ----------------------- | --- |
|                         | \| Misión: \| avión de transporte \| \| Aeronaves en servicio: \| 1 \| \| Bases y unidades: \| - Fuerza Aérea Boliviana \| |
| Misión:                 | avión de transporte |
| Aeronaves en servicio:  | 1 |
| Bases y unidades:       | - Fuerza Aérea Boliviana                                                                                                   |

| Dassault Falcon 900          | Dassault Falcon 900 |
| ---------------------------- | --- |
| Avión presidencial Boliviano | \| Entrada en servicio: \| 2010 \| \| Misión: \| Avión de Transporte Presidencial \| \| Aeronaves en servicio: \| 1 Avión Falcon 900 \| \| Bases y unidades: \| Grupo Aéreo Presidencial \| |
| Entrada en servicio:         | 2010 |
| Misión:                      | Avión de Transporte Presidencial |
| Aeronaves en servicio:       | 1 Avión Falcon 900 |
| Bases y unidades:            | Grupo Aéreo Presidencial |

## Defensa Antiaérea

### Radares
| Ground Master 400      | Ground Master 400 |
| ---------------------- | --- |
|                        | \| Entrada en servicio: \| 2019-2020 \| \| Misión: \| Radar de defensa militar \| \| Aeronaves en servicio: \| 4 radares Ground Master 400 \| \| Bases y unidades: \| - Fuerza Aérea Boliviana \| |
| Entrada en servicio:   | 2019-2020 |
| Misión:                | Radar de defensa militar |
| Aeronaves en servicio: | 4 radares Ground Master 400 |
| Bases y unidades:      | - Fuerza Aérea Boliviana |

## Adquisiciones recientes

### Helicópteros
- El 30 de septiembre de 2013 se anunció la compra a Francia de 6 helicópteros Super Puma de última generación, por un crédito de 150 millones de Euros (170 millones de dólares, donde el costo por cada unidad es de 25 millones de euros o 28 millones de dólares por cada helicóptero). Además la empresa encargada de la entrega Airbus, capacitó en el manejo y mantenimiento a 24 pilotos y 60 técnicos bolivianos en Francia. Esta compra se anunció con el objetivo de ir reemplazando gradualmente a los helicópteros estadounidenses Bell UH-1 Iroquois, entregados a Bolivia en 1975. Cabe resaltar que la agencia de lucha antridrogas de Estados Unidos dejó en el país 8 helicópteros de este modelo, luego de su expulsión.[37][38]
  - El 1 de agosto de 2014, entró en servicio el primer helicóptero Super Puma (denominado localmente como Jatun Puma).[39][40][41]
  - El 10 de diciembre de 2014, entró en servicio el segundo helicóptero Super Puma (denominado localmente como Jatun Puma).[42][43][44]
  - El 5 de febrero de 2016, entró en servicio el tercer helicóptero Super Puma (denominado localmente como Jatun Puma).[45][46][47][48][49][50][51]
- El 28 de julio de 2011 se anunció la compra de 2 helicópteros franceses Eurocopter EC145 de última tecnología multipropósitos a la empresa Eurocopter, esto con el objetivo de transporte presidencial y otros usos utlitarios para desastres naturales. El costo por cada helicóptero se estima entre los 5,5 y 8 millones de dólares.[52]
  - El 1 de agosto de 2012, entró en servicio el primer helicóptero Eurocopter EC145.[53][54][55]
  - El 20 de diciembre de 2012, entró en servicio el segundo helicóptero Eurocopter EC145.[56][57]
  - El 29 de mayo de 2014, entró en servicio el tercer helicóptero Eurocopter EC145. Esto con el objetivo de resguardar y dar seguridad a los mandatarios en la cumbre del G77 de ese año.[58]
  - El 3 de septiembre de 2014, entró en servicio el cuarto helicóptero Eurocopter EC145.[59][60]
- Eurocopter AS-350 B3, 2 helicópteros multipropósito, recibidos en julio de 2009.[61]
- Dassault Falcon 900EX, uno para ser usado como avión presidencial, recibido en abril de 2011.[61]
- Hongdu JL-8 conocido también como K-8, comprados 6 y recibidos en julio de 2011.[62]
- Robinson R44 Raven II, 6 Helicópteros para el Grupo Aéreo de Entrenamiento G.A. 22 de Ala Rotatoria[63]
- Team Tango Foxtrot 4 y 2, son 3 entrenadores los cuales serán fabricados localmente con los nombres de "Gavilan y "Tiluchi" respectivamente, se prevé la adquisición de 9 kits adicionales.[64]
- McDonnell Douglas DC-10, se trata de un MD-10 modificado por Boeing el cual posee aviónica Efis, motores más eficientes y MTOW incrementado.
- Dassault Falcon 50EX, para ser empleado como transporte vicepresidencial
- AS332 C1e Super Puma, 6 unidades en total adquiridos en el 2012, actualmente ya se tienen 3 de 6, los tres restantes llegarán en el resto del año 2016 y 2017.
- Socata TB 30 Epsilon, Posible adquisición en este año 2016 y 2017, 12 unidades en total para el entrenamiento táctico y reemplazo de los Neiva T-25.

## Aviones que estuvieron en servicio de la DEA
Aunque la DEA nunca reveló la cantidad exacta de las aeronaves que operaba, se sabe que al menos las siguientes fueron usadas:
- Bell Helicopter UH-1H "Huey"
- Sikorsky UH-60 Black Hawk
- AWACS Boeing E-3 Sentry
- Beech 350 Super King Air

Cuando el presidente Evo Morales declaró la suspensión de las funciones de la DEA, estas aeronaves fueron reasignadas en bases de la misma agencia en Colombia, Estados Unidos y México.